# دوبرلوگ-کیرشهاین
شهر دوبرلوگ-کیرشهاین در ایالت برندنبورگ در کشور آلمان واقع شده است.

## نگارخانه

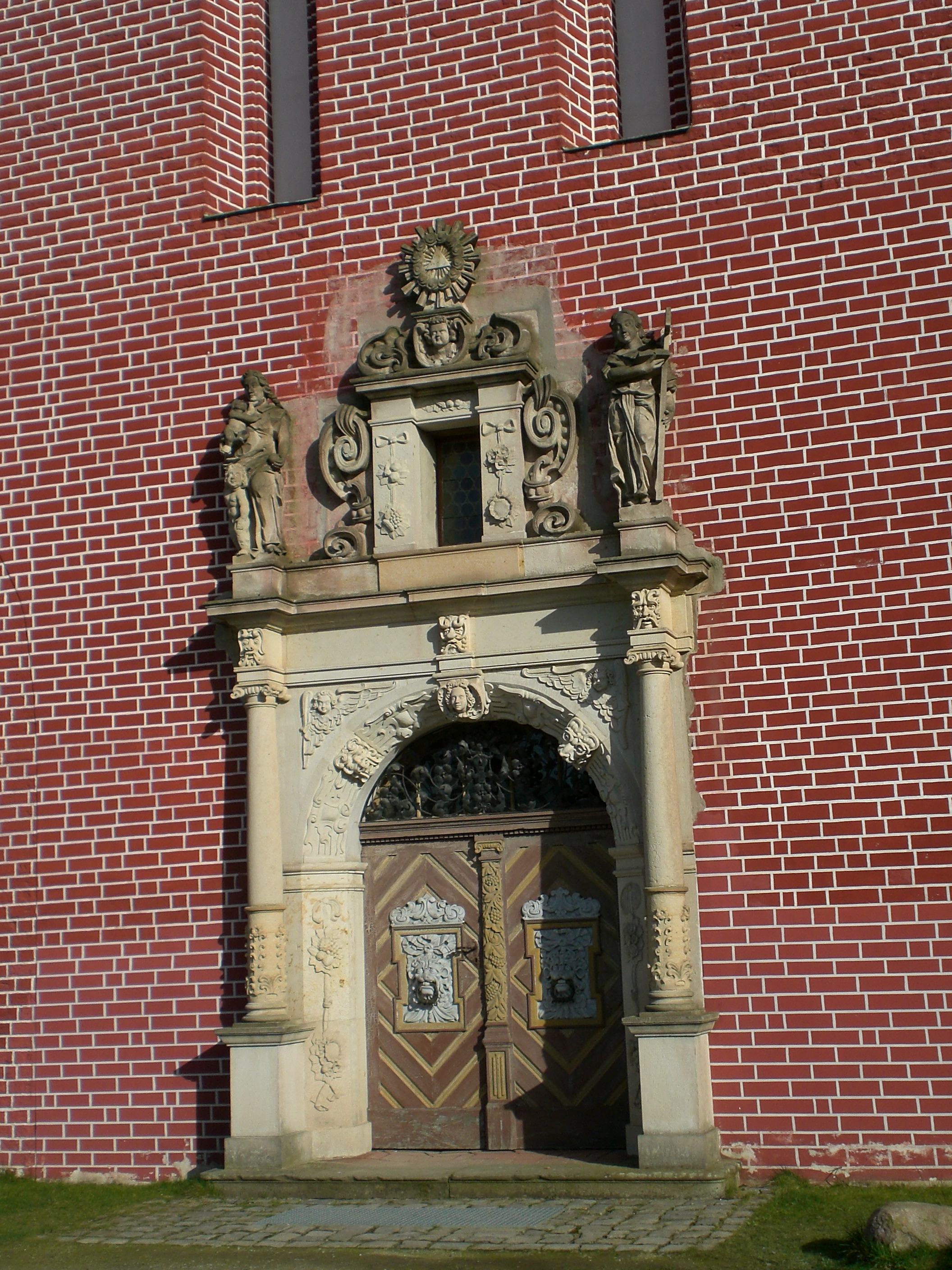
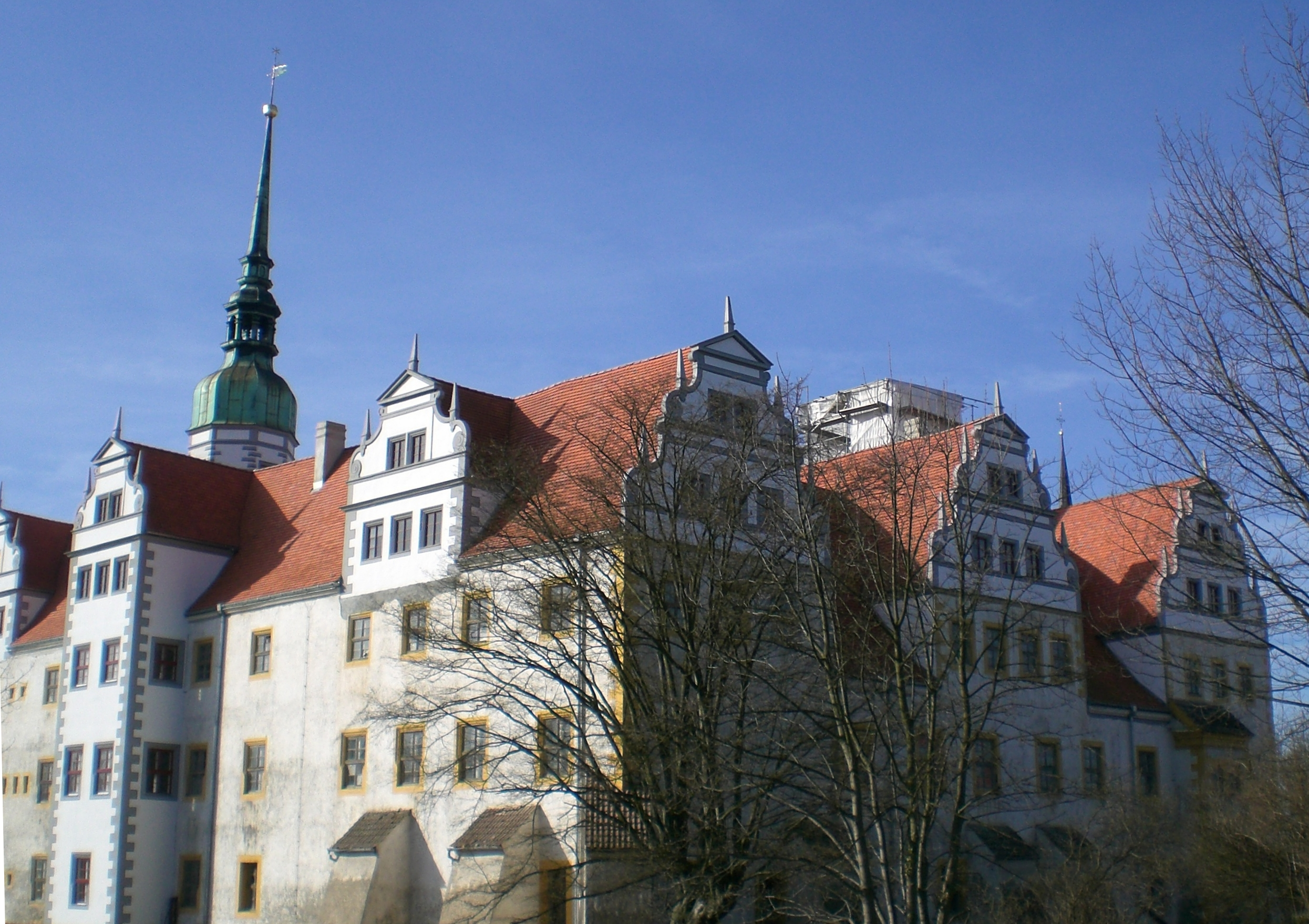